# Acolastus mandli
Acolastus mandli es un coleóptero de la familia Chrysomelidae.
Fue descrita científicamente por primera vez en 1967 por Lopatin.